# Précy-le-Sec
Précy-le-Sec è un comune francese di 290 abitanti situato nel dipartimento della Yonne nella regione della Borgogna-Franca Contea.

## Società

### Evoluzione demografica
Abitanti censiti